# Rugier
Rugierna var en östgermansk folkstam som ska ha utvandrat norrifrån till området mellan Oder och Wisła, och tvingats därifrån när goterna senare anlände. Därefter skall de en period ha levt i Pommern och möjligen ha givit namn till den nordtyska ön Rügen. Omkring 200 e.Kr. hade de flyttat till södra Wisla. Vid 300-talets början flyttade de åter söderut och kom till övre Tisza i nuvarande Ungern. De kuvades av hunnerna och deltog i deras fälttåg men efter slaget vid Katalauniska fälten gjorde de uppror och slog sig istället ner i Pannonien där de skapade ett rike. Omkring år 480 e.Kr. invaderade de norra Italien, men besegrades av Odovakar , men för detta behövde han hela sin romersk-germanska här. Ändå lyckades han bara upplösa rugiernas här, varefter en del av dessa återvände till Pannonien.
Mellan 451 och 487 är några av de rugiska kungarnas namn kända ur Eugippus' liv av Severinus av Noricum:
- Flaccitheus (regerade till 475)
- Feletheus, Flaccitheus son (regerade 475 - 487, tillfångatagen av Odovakar)
- Fredericus, Feletheus son (tvangs fly till Theoderik 488)

Odovakar krossade det rugiska riket 487 och många rugier kom att förena sig med ostrogoterna under Theoderik den store då denne invaderade Italien 489. De försvann från Italien samtidigt som ostrogoterna krossades.
På 900 – 1100-talet kallades ruserna för rugier i Västeuropa.

## Identifikationer
Latinska författare på 900-1000-talet använder ibland felaktigt namnet rugii när de avser rus.
Rugierna (rugii) nämns av Jordanes i slaget vid Katalauniska fälten 451 (Getica kap 261), men har ibland identifierats med rugi (eller aetelrugi) i en lista med folkslag i Scandza i Getica 23, som kan tolkas som invånarna av Rogaland i Norge. De har även identifierats med ulmerugi (Getica 26) vid Wisła-mynningen.